# Inégalité de Bernstein
En mathématiques, l'inégalité de Bernstein est un résultat d'analyse. Elle permet de comparer la borne supérieure d'une fonction ayant une forme particulière et celle de sa dérivée.
Sous sa forme générale, l'inégalité s'applique à une fonction de la forme suivante
{\displaystyle f(t)=\sum _{k=1}^{p}\alpha _{k}\mathrm {e} ^{\mathrm {i} \lambda _{k}t}}
avec des coefficients {\displaystyle \alpha _{k}} complexes et des coefficients {\displaystyle \lambda _{k}} réels et distincts. L'inégalité s'énonce ainsi
{\displaystyle \|f'\|_{\infty }\leq \max \limits _{1\leq k\leq p}|\lambda _{k}|\cdot \|f\|_{\infty }}

## Démonstration
On notera
{\displaystyle \Lambda =\max \limits _{1\leq k\leq p}|\lambda _{k}|}
On peut se ramener au cas où cette constante a une valeur choisie, par exemple {\displaystyle \Lambda ={\frac {\pi }{2}}}, en effectuant le changement de variables {\displaystyle u={\frac {\pi t}{2\Lambda }}}. On supposera que {\displaystyle \Lambda } a cette valeur dans la suite.
On utilise la formule suivante
{\displaystyle \forall x\in \left[-{\frac {\pi }{2}},{\frac {\pi }{2}}\right],\qquad x=\sum _{n=-\infty }^{+\infty }\gamma _{n}\mathrm {e} ^{\mathrm {i} nx}}
avec
{\displaystyle \gamma _{2n}=0,\qquad \gamma _{2n+1}={\frac {2(-1)^{n+1}\mathrm {i} }{\pi (2n+1)^{2}}},}
formule issue de la théorie des séries de Fourier. Il s'agit en effet du développement en série de Fourier d'une fonction triangle.
Si on décompose les facteurs {\displaystyle \lambda _{k}} apparaissant dans la dérivée de f à l'aide de cette formule,
{\displaystyle f'(t)=\sum _{k=1}^{p}\left(\sum _{n=-\infty }^{+\infty }\gamma _{n}\mathrm {e} ^{\mathrm {i} n\lambda _{k}}\right)\mathrm {i} \alpha _{k}\mathrm {e} ^{\mathrm {i} \lambda _{k}t}=i\sum _{n=-\infty }^{+\infty }\gamma _{n}\sum _{k=1}^{p}\alpha _{k}\mathrm {e} ^{\mathrm {i} \lambda _{k}(t+n)}}
Finalement la dérivée s'exprime comme
{\displaystyle f'(t)=i\sum _{n=-\infty }^{+\infty }\gamma _{n}f(t+n)}
Ce qui peut être majoré par
{\displaystyle |f'(t)|\leq \left(\sum _{n=-\infty }^{+\infty }|\gamma _{n}|\right)\cdot \|f\|_{\infty }}
Or pour {\displaystyle t={\frac {\pi }{2}}}, tous les termes {\displaystyle \gamma _{n}\mathrm {e} ^{\mathrm {i} nt}} sont réels positifs, donc
{\displaystyle \sum _{n=-\infty }^{+\infty }|\gamma _{n}|={\frac {\pi }{2}}}
Ce qui est bien la propriété souhaitée :
{\displaystyle \|f'\|_{\infty }\leq \Lambda \cdot \|f\|_{\infty }}